# Ataque de Cuzco
El ataque de Cuzco, también llamado Batalla de Jaquixahuana o Ataque de Carmenca, se libró —en fecha desconocida, tal vez a principios del siglo XV,  en 1424 o 1438 — los Chancas a los Incas. Se produjo tras la rendición del gobernante Inca Huiracocha, quien, con su hijo Urco, huyó del Cuzco para establecerse en su residencia de Chita y negociar la derrota inca. Ante la ausencia de un soberano, el joven Inca Yupanqui, cuyo nombre de reinado era Pachacutec, ayudado por un puñado de nobles y los principales generales incas, defendió la ciudad y repelió la ofensiva chanka. Esta victoria inca fue inesperada, pues los chankas eran más numerosos que los cusqueños y confiaban en su victoria. Un ejército inca avanzó entonces hacia territorio enemigo y derrotó definitivamente a los chancas en la batalla de Yahuarpampa.
Durante esta batalla nació el mito de las piedras Pururaucas — que habrían ayudado a la victoria inca y representarían una fuerza sobrenatural del lado de los incas —, y el de la visión de la deidad creadora Huiracocha Pachayachachi, que habría, según algunas fuentes, inspirado nuevas reformas religiosas.
El ataque chanca es una herramienta narrativa que abre, en el relato oral inca del emperador Pachacútec, el relato biográfico de éste, que finaliza con su muerte y los versos que se le atribuyen.
Según algunos académicos, este ataque chanka sería una invención inca para justificar la conquista de territorios al noroeste del Cuzco, un mito, o una respuesta a ataques previos de los incas. Otros creen que se trata de un acontecimiento histórico — con fecha exacta y fuentes fiables —  o mitohistórico, con una base histórica envuelta en leyenda.
Según el cronista Pedro Cieza de León, aún se podía ver la "tumbas" que los incas habían construido para los chancas que morían en combate. Habrían servido de advertencia. Se decía que a los vencidos los desollaban y les rellenaban la piel con ceniza y paja; A estas formas humanas se les habrían dado cientos de posiciones diferentes :algunos tienen la piel del estómago estirada como un tambor, otros parecen estar tocando la flauta. Se dice que estos macabros trofeos permanecieron en el lugar hasta la conquista española del Perú.

## Interpretación
Para algunos académicos, el ataque al Cuzco representaría el momento decisivo de la epopeya semimítica inca, que luego se convertiría en histórica, con la llegada del emperador Pachacútec. Sin embargo, según Gary Urton, no existen datos arqueológicos consistentes que respalden esta "visión historicizada de las historias míticas de la dinastía Inca. Según Catherine Julien, la visión de la divinidad Huiracocha antes del ataque fue la apertura dramática del relato oral, transcrito en quipus (cordones de nudos), del emperador Pachacútec en el marco del género historiográfico del "relato biográfico", conservado por su linaje (panaca) y cuya estructura fue transmitida y escrita por los cronistas Juan de Betanzos y Pedro Sarmiento de Gamboa. Para una escuela, la visión de la deidad creadora Huiracocha fue causa de una reforma religiosa que sustituyó la figura central del sol (Inti) por Huiracocha; otros, por el contrario, consideraban que el culto a Viracocha estaba asociado al soberano fugitivo Huiracocha Inca, y que Pachacútec instituyó la "solarización" religiosa. Cirilo Vivanco Pomacanchari y Franck Meddens creen que el suceso es inventado y sirve como justificación a las conquistas expansionistas incaicas en el noroeste del valle del Cuzco; o que el ataque es una respuesta de los Chancas a las actividades militares Incas en la región.